# Long John Baldry
John William "Long John" Baldry (12 de enero de 1941 – 21 de julio de 2005) fue un músico y actor inglés. Baldry cantó con muchas figuras de la música británica, entre las que destacan Rod Stewart y Elton John. Su mayor éxito en el Reino Unido lo logró con su sencillo como solista Let the Heartaches Begin, logrando el No. 1 en las listas de ese país en 1967. Su mayor suceso en tierras australianas fue un dueto con Kathi McDonald titulado You've Lost That Lovin' Feelin, el cual se posicionó en el segundo lugar en 1980. Baldry vivió en Canadá desde finales de los años 1970 hasta su fallecimiento; allí se desempeñó como actor de voz. Uno de sus roles más reconocidos en esa profesión fue el del Dr. Robotnik en la serie de animación Las aventuras de Sonic el Erizo.

## Discografía

### Estudio
- 1964 - Long John's Blues
- 1966 - Looking at Long John
- 1967 - Let the Heartaches Begin
- 1969 - Wait for Me
- 1971 - It Ain't Easy
- 1972 - Everything Stops for Tea
- 1973 - Good to Be Alive
- 1977 - Welcome to the Club
- 1979 - Baldry's Out!
- 1980 - Long John Baldry
- 1982 - Rock with the Best
- 1986 - Silent Treatment
- 1987 - Long John Baldry & Friends
- 1989 - A Touch of the Blues
- 1991 - It Still Ain't Easy
- 1997 - Right to Sing the Blues
- 2002 - Remembering Leadbelly
- 2014 - The Best Of The Stony Plain Years